# Rhipha flammans
Rhipha flammans là một loài bướm đêm thuộc phân họ Arctiinae, họ Erebidae.